# Rivabella (Gallipoli)
Rivabella is een plaats (frazione) in de Italiaanse gemeente Gallipoli.